# مانت ایگل (پنسیلوانیا)
مانت ایگل (به انگلیسی: Mount Eagle) یک منطقهٔ مسکونی در ایالات متحده آمریکا است که در شهرستان سنتر، پنسیلوانیا واقع شده‌است. مانت ایگل ۰٫۶۶ کیلومتر مربع مساحت و ۱۰۳ نفر جمعیت دارد و ۲۱۰٫۳۱ متر بالاتر از سطح دریا واقع شده‌است.